# Il ricco, il povero e il maggiordomo
Il ricco, il povero e il maggiordomo es una película italiana de 2014 dirigida por Aldo Baglio, Morgan Bertacca y Giacomo Poretti. Este largometraje de corte humorístico fue protagonizado por Baglio, Poretti, Francesca Neri y Giovanni Storti.

## Sinopsis
Giacomo Maria Poretti es un rico intermediario en Milán que se ha embarcado en una inversión grande y arriesgada en Borgoña, un estado africano caracterizado por una inestabilidad política significativa. Una tarde, regresando del trabajo, junto con su mayordomo y el conductor Giovanni, atropella a Aldo, un vendedor ambulante ilegal que huía de la policía. A partir de ese momento, las cosas se pondrán de mal en peor para Giacomo.

## Reparto
- Aldo Baglio es Aldo
- Giovanni Storti es Giovanni
- Giacomo Poretti es Giacomo
- Giuliana Lojodice es Calcedonia Randone
- Francesca Neri es Assia
- Sara D'Amario es Camilla
- Massimo Popolizio es Amerigo
- Rosalia Porcaro es Samantha
- Guadalupe Lancho es Dolores
- Chiara Sani as Luana